# Iso Linkkavaara
Iso Linkkavaara är ett naturreservat i Gällivare och Överkalix kommuner i Norrbottens län.
Området är naturskyddat sedan 2010 och är 3 kvadratkilometer stort. Reservatet omfattar Iso Linkavaara och två andra berg samt tjärnen Linkkajärvi dememellan. Reservatet består av gammal tallskog med inslag av lövträd i sluttningarna.  